# Helmut J. Schmidt
Helmut Josef Schmidt (* 14. Januar 1953 in Menden (Sauerland)) ist ein deutscher Zoologe und Hochschulfunktionär.

## Akademische Laufbahn
Nach seinem Abitur 1971 am Walram-Gymnasium studierte Schmidt Biologie und Chemie an der Westfälischen Wilhelms-Universität in Münster und im Rahmen eines Stipendiums der Rotary Foundation of Rotary International an der University of British Columbia (1975/76). Zudem erhielt Schmidt während seines Studiums ein Stipendium der Studienstiftung des Deutschen Volkes. Seine Promotion zum Dr. rer. nat. absolvierte er an der Universität Münster im Labor von K. Heckmann im Fach Zoologie, die er im Jahr 1980 summa cum laude abschloss. Seine Doktorarbeit trug den Titel „Untersuchungen zur genetischen Komplexität der DNA von omikron, einem essentiellen Endosymbionten von Euplotes aediculatus“. Für die Arbeit bekam er 1981 den Dissertationspreis der Universität Münster. In der Zeit von 1981 bis 1984 arbeitete er als wissenschaftlicher Mitarbeiter (PostDoc) an der Indiana University Bloomington im Labor von John Preer und kehrte anschließend an die Universität Münster zurück. Im Jahr 1988 habilitierte er sich an der Universität Münster mit der Habilitationsschrift „Charakterisierung und Vergleich von genomischen DNA-Klonen mit spezifischen Homologien zum Serotyp 51D von Paramecium tetraurelia“ (Habilitationsstipendium der Deutschen Forschungsgemeinschaft, DFG) und wurde 1990 Nachwuchsgruppenleiter im Rahmen eines Sonderforschungsbereiches (SFB 310). In diesem Rahmen erhielt er den Benningsen-Förderpreis des Landes Nordrhein-Westfalen. Als Heisenberg-Stipendiat der DFG arbeitete Schmidt von 1992 bis 1993 als assistierender Gastprofessor an der UCSF Medical School der University of California im Labor von Elizabeth Blackburn (Nobelpreis 2009). 1995 wurde er zum Universitätsprofessor an die Technische Universität Kaiserslautern berufen.
Im Jahre 2005 erhielt Helmut J. Schmidt die Ehrendoktorwürde „Doctor of Engineering honoris causa“ des Shonan Institute of Technology in Fujisawa, Kanagawa, Japan.

## (Hochschul-)politische Aktivität
Von 1994 bis 1997 war Schmidt Vizepräsident des Deutschen Hochschulverbands. 1996 wurde er Dekan des Fachbereichs Biologie, ein Amt, das er bis 1997 innehatte. Von 1998 bis 2002 war er Vizepräsident der TU Kaiserslautern und ab 2002 deren Präsident. 2007 wurde er zur zweiten Amtszeit und 2013 zur dritten Amtszeit als Präsident der TU Kaiserslautern wiedergewählt. Im Jahr 2000 wurde er außerdem Vizepräsident und in den Jahren 2005 bis 2008 Präsident der Deutschen Gesellschaft für Protozoologie.
Im siebten bundesweiten Ranking des Deutschen Hochschulverbandes wurde Schmidt im Jahre 2015 mit einer Gesamtnote von 1,56 zum Rektor des Jahres gewählt. Am 30. Juni 2020 endete die 18-jährige Amtszeit als Präsident der TU Kaiserslautern und Schmidt wurde die Ruhestandsurkunde überreicht. Nachfolger im Amt wurde der bisherige Vizepräsident für Forschung und Technologie, Arnd Poetzsch-Heffter.
Außerhalb der TU Kaiserslautern war und ist Helmut Schmidt zudem in zahlreichen Gremien und Funktionen aktiv.
Von 2000 bis 2009 war er Vorsitzender des Obersten Beirates für Landespflege des Ministeriums für Umwelt und Forsten.
Seit 2006 ist er Vorsitzender der Stiftung zur Förderung begabter Studierender und des wissenschaftlichen Nachwuchses (Stipendienstiftung) des Landes Rheinland-Pfalz.
In den Funktionsperioden 2013 bis 2018 und 2018 bis 2023 ist Schmidt Mitglied des Universitätsrates der Universität Salzburg.
Darüber hinaus hält Schmidt diverse Mandate in Vorstand, Beirat, Aufsichtsrat und Kuratorien von diversen Stiftungen und Instituten in Kaiserslautern und Mainz.

## Privatleben und Trivia
Schmidt ist seit 1980 verheiratet mit Friederike Schmidt (geb. Ammelt) und hat drei Kinder namens Ansgar, Annelen und Antonia.
Helmut J. Schmidts persönliche Leidenschaft für die naturwissenschaftliche Forschung zeigte sich schon früh während seiner Jugend und Studentenzeit. Seine erste Publikation veröffentlichte Schmidt bereits 1972 und im Jahr 1975 veröffentlichte er in der Zeitschrift „Natur und Heimat“ eine Studie zum Nistkasten-Besuchsverhalten der Kohlmeise, die er im Garten seines Elternhauses und des benachbarten Grundstücks in Menden (Sauerland) gemeinsam mit einem Nachbarn durchführte. Schmidt ist darüber hinaus in seiner Freizeit leidenschaftlicher Naturfotograf.
Anfang des Jahres 2019 wurde im wissenschaftlichen Fachmagazin The Journal of Eukaryotic Microbiology ein neu entdeckter Einzeller aus der Gruppe der Wimpertierchen (Ciliaten) beschrieben. Dieser Einzeller gehört zudem einer zuvor unbeschriebenen Gattung an. Die Autoren der Studie gaben diesem Wimpertierchen bei der Erstbeschreibung den systematischen Namen Schmidtiella ultrahalophila und begründeten die Namenswahl als Widmung an Prof. Helmut. J. Schmidt für seine herausragenden Forschungsbeiträge zur Ökologie der Ciliaten.